# Borberg (Erden)
Der Borberg (auch Burgberg) ist eine 360 m ü. NHN hohe bewaldete Bergkuppe am Übergang der Südeifel zum Moseltal in Erdener Gemarkung. Er war in vorgeschichtlicher Zeit der Standort des keltischen Abschnittwalls Erdener Burgberg. Unweit des höchsten Punktes befindet sich die Burgberghütte. Die exponierte Lage bietet einen weiten Blick über das gegenüberliegende durch die Moselschleife gebildete Hochplateau von Zeltingen-Rachtig bis Kinheim-Kindel und Lösnich.

## Geschichte
Der Borberg (Burgberg) erhielt seinen Namen durch die im 2. Jahrhundert hier angelegte keltische Fliehburg. Unterhalb des Borbergs befanden sich seit dem 12. Jahrhundert im Bereich des Felsmassivs der Ürziger Krankley die zwei Burgen der Adelsgeschlechter von Urley/Orley und von der Leyen. Heute erinnert nur noch der Rest eines Wehrturms der Feste Urley/Orley geschmückt mit einer Sonnenuhr an die beiden Hangburgen. Fest verbunden mit diesem Ensemble der „Ürziger Urley“ ist die Erinnerung an die Ermordung des designierten Trierer Erzbischofs Kuno von Pfullingen im Jahre 1066. Bei diesen Felsen an der Urley soll es sich um Stelle handeln, an der Kuno von Pfullingen umgebracht wurde.
Am Morgen des 18. Mai 1066 überfiel der Trierer Stadtpräfekt Theoderich mit seinen Schergen den Trierer Erzbischof Kuno I. von Pfullingen bei Bitburg, bevor dieser feierlich in Trier einziehen konnte, nahm ihn gefangen und kerkerte ihn zwei Wochen in der Burg in Ürzig ein. Es wird angenommen, dass der Anführer des Mordanschlags Stadtpräfekt Theoderich eine Verbindung zu den Herren der Burg in „Urcecha“ (Ürzig) hatte, weshalb ihm diese offen stand. Die Burg der Edelfreien von Urcecha befand sich innerhalb des Ortsbereich von Ürzig auf ebener Erde. Am 1. Juni 1066 schleppten ihn die Schergen Theoderichs auf die Felsen der Ürziger Urley, an der sich 1066 noch keine Burg befand und stürzten ihn der Legende folgend dreimal hinab, bis sie ihn schließlich mit dem Schwert enthaupteten. Sein Leichnam blieb für die nächsten 40 Tage im Gestrüpp unter den Felsen liegen, bis Einwohner des auf der rechten Moselseite liegenden Dorfes Lösnich ihn nach Lösnich brachten und vor ihrer Kirche ehrenvoll beerdigten.

## Bilder

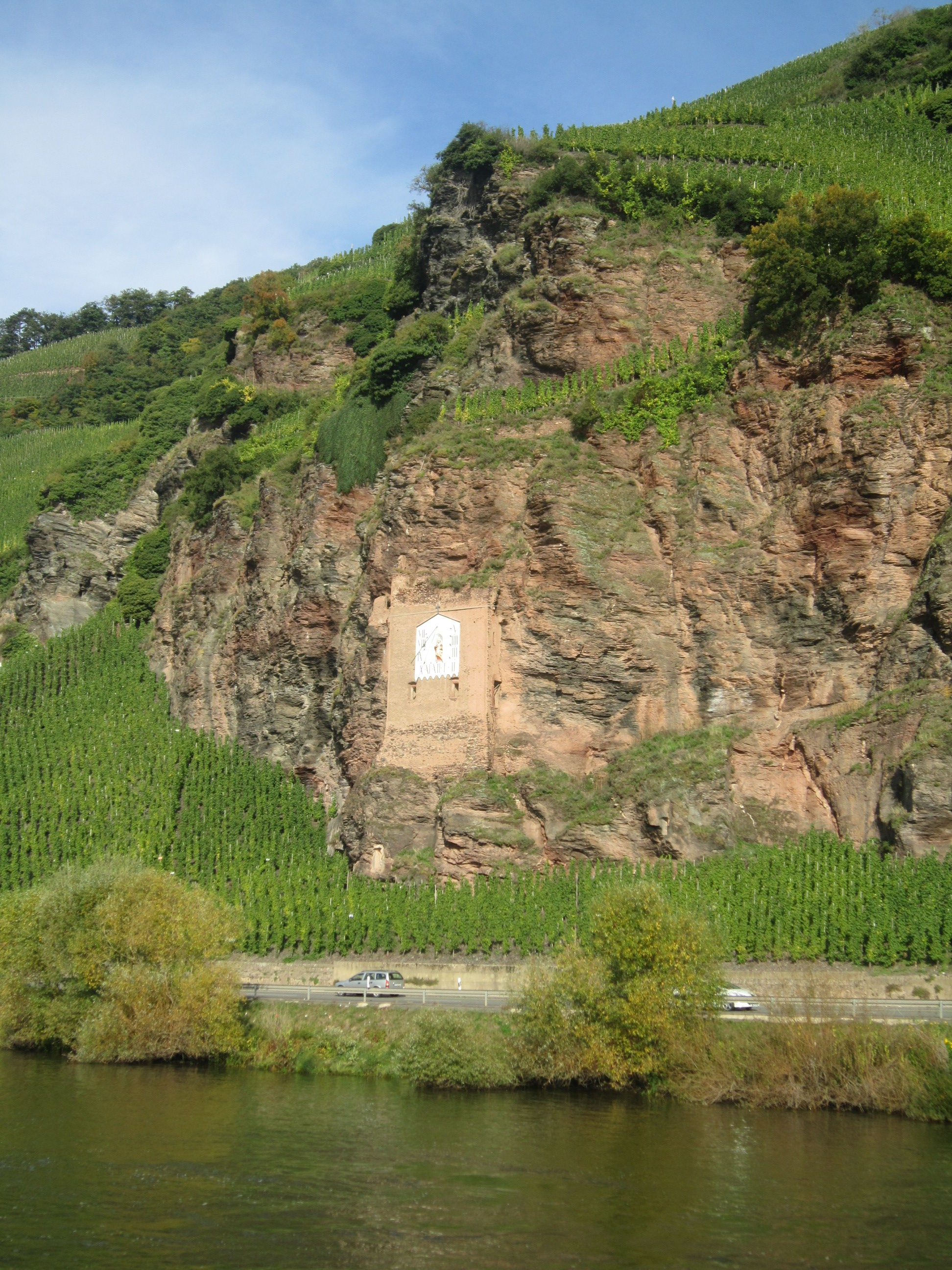
Ruine des Wehrturms der Urley Ürzig mit Sonnenuhr und Statue Kunos des I. von Pfullingen
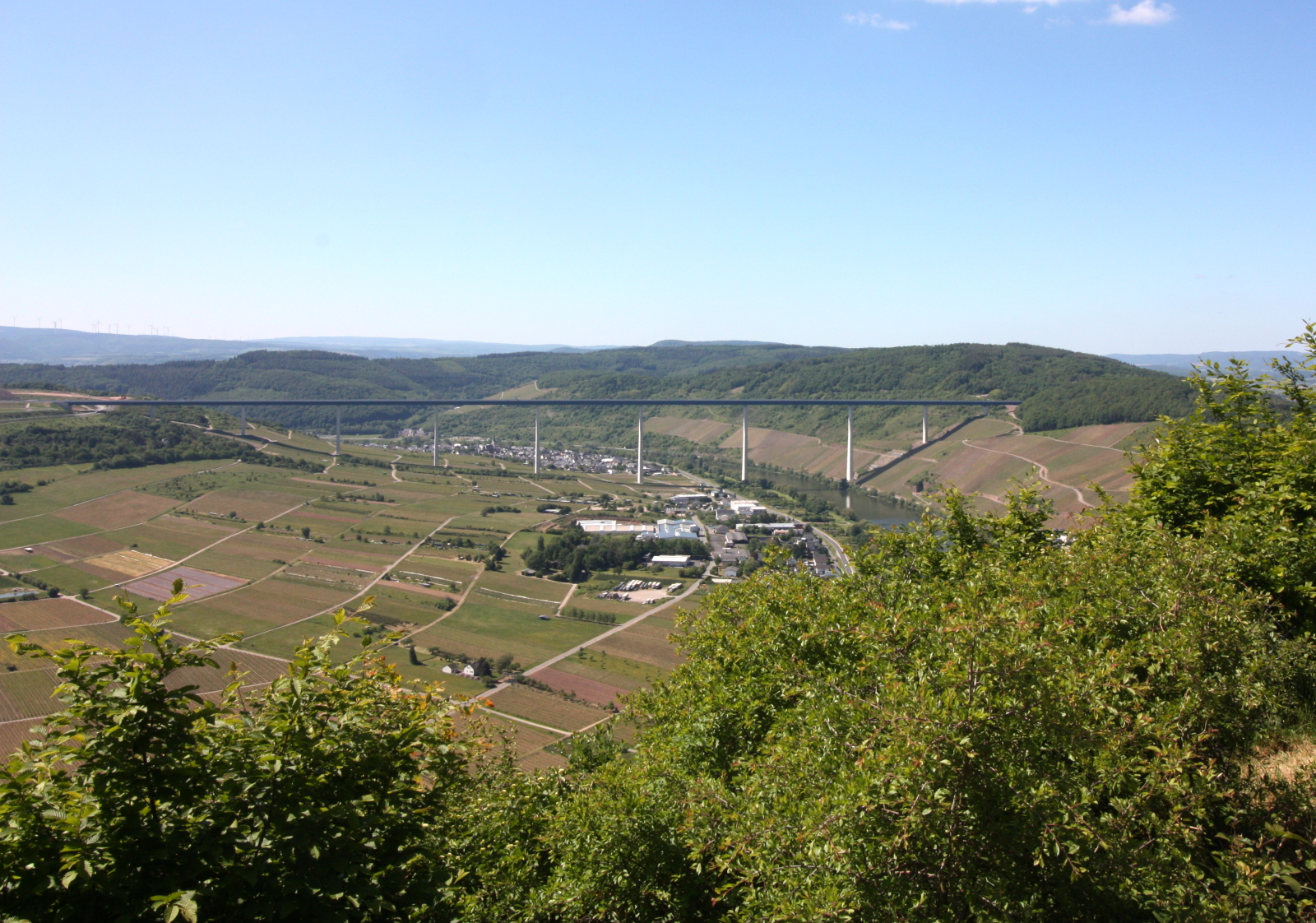
Panoramablick vom Vorplatz der Burgberghütte auf dem Erdener Borberg